# Hjärtsvikt
Hjärtsvikt, ofta använt för att benämna kronisk hjärtsvikt, innebär att hjärtat inte kan pumpa tillräckligt för att upprätthålla blodflödet och för att möta kroppens behov. Symtom på hjärtsvikt är vanligen andfåddhet, kraftig trötthet, och bensvullnad. Andfåddheten förvärras oftast av fysisk aktivitet, då man ligger ner, och på natten då man sover. Detta begränsar ofta hur mycket fysisk ansträngning som är möjlig.

## Orsaker
Vanliga orsaker till hjärtsvikt är kranskärlssjukdom inklusive tidigare hjärtinfarkt (hjärtattack), högt blodtryck, förmaksflimmer, hjärtklaffsjukdom och hjärtmuskelsjukdom (kardiomyopati). Hjärtsvikt uppstår till följd av förändrad struktur eller funktion av hjärtat. Hjärtsvikt delas vanligen in efter uppmätt ejektionsfraktion. Typen beror på huruvida vänster kammares kontraktilitet påverkats, eller om hjärtats förmåga att relaxera är nedsatt. Hur svår hjärtsvikten är brukar graderas efter hur mycket förmågan till fysisk aktivitet begränsas. Hjärtsvikt är inte samma sak som hjärtinfarkt (då en del av hjärtmuskeln dör) eller hjärtstillestånd (då blodet slutar cirkulera helt).

## Symtom
Det är inte alltid symtomgivande när hjärtats förmåga att pumpa blod är nedsatt. Hos vuxna kommer ofta symtomen smygande, varunder kroppen försöker anpassa sig till det svaga hjärtat, ofta genom att hjärtat förstoras, vilket tillfälligt förbättrar läget men som på lång sikt gör hjärtat mindre elastiskt varigenom hjärtat blir ännu svagare.
För diagnosen hjärtsvikt bör följande kriterier vara uppfyllda:
- typiska symptom på hjärtsvikt
- objektiva tecken på hjärtsvikt
- bevis på en strukturell eller funktionell abnormitet av hjärtat vid vila

Träningsintolerans är kardinalsymtom på hjärtsvikt. Andra viktiga symptom på hjärtsvikt är trötthet samt andfåddhet, vilket blir värre i liggande position. Typiskt för hjärtsvikt är att svårigheten att andas blir värre på natten. Personen lider också av palpitationer och en tendens till vätskeansamling (ödem), som svullna ben, eftersom hjärtat inte orkar pumpa runt allt blod från fötterna (jämför venös insufficiens). Ödemet kan leda till viktuppgång. Hjärtat försöker kompensera den nedsatta pumpförmågan, vilket ofta ger högre puls som dock är svagare än normalt. Ofta har personen kall hud, cyanos, rassel på lungorna, hosta, och ont i levern samt ibland ascites (uppsvälld buk).
Hjärtsvikt är normalt sett förknippad med låg hjärtminutvolym, det vill säga att hjärtat pumpar runt för litet blod, till följd av att det systoliska trycket sjunker. Pulsen är då snabb och svag, och yttre extremiteter som händer och fötter kommer att vara kalla. Hjärtsvikt kan dock i ovanliga fall uppkomma med hög hjärtminutvolym, så kallad high output heart failure, som kan yttra sig på motsatt sätt, i form av kraftig puls med eller utan takykardi.
Sjukdomar som kan ha liknande symptom som hjärtsvikt är: fetma, njursjukdom, leversjukdom, anemi och sköldkörtelsjukdomar med fler.

### Akut hjärtsvikt
Om hjärtsvikten förvärras kan personen få andnöd, kallsvett, blekhet och svår hjärtklappning, vilket visar att sjukdomen inträtt i en akut fas.
Akut hjärtsvikt kan uppkomma vid akuta sjukdomar, som när ett hjärtproblem förvärras, hjärtinfarkt, ischemi, cirkulationssvikt, hjärttamponad, infektioner, hyperton kris, alkoholförgiftning och förgiftning av andra droger, diabetes, samt tyreotoxisk kris vid giftstruma. Det kan, beroende på orsak, uppkomma plötsligt eller genom att ett lågintensivt, kroniskt tillstånd förvärras.
Akut hjärtsvikt är ett akut och livshotande tillstånd. Det yttrar sig i att symtomen vid kronisk hjärtsvikt förvärras eller uppkommer plötsligt. Om den akuta hjärtsvikten yttrar sig i högt blodtryck är det särskilt allvarligt, men i synnerhet om hjärtsvikten hänger samman med lungödem eller chock kan också lågt blodtryck vara ett allvarligt tecken. Akut hjärtsvikt till följd av hjärtinfarkt kan kännetecknas av långsammare hjärtslag (bradykardi), men vanligen kännetecknas den akuta fasen av snabb puls (takykardi) som är svår att känna.

## Diagnos
Diagnosen hjärtsvikt ställs baserat på sjukdomshistoria och fysisk undersökning tillsammans med ekokardiografi (ultraljud). Blodprover, EKG och lungröntgen kan ibland användas för att bestämma den bakomliggande orsaken.

## Förekomst och prognos
I Sverige lever cirka 200 000 personer med hjärtsvikt, omkring 2–3 % av befolkningen, varav dubbelt så många män än kvinnor. Risken ökar med stigande ålder. Medianåldern är 75 år.
Hjärtsvikt är en vanlig, kostsam, och inte sällan dödlig sjukdom. I den utvecklade världen är 2 procent av den vuxna befolkningen drabbad och bland de över 65 år ökar detta till 6–10 procent. Under året direkt efter diagnos är risken att dö cirka 35 % för att sedan sjunka till under 10 % efterföljande år. Detta liknar mortalitetsrisken hos ett antal typer av cancer. I Storbritannien ligger hjärtsvikt bakom 5 % av alla sjukhusvistelser. Hjärtsvikt beskrevs tidigt i historien och Ebers papyrus beskrev ämnet kring år 1550 f.Kr.

## Behandling
Alla med hjärtsvikt rekommenderas livsstilsförändringar såsom rökstopp och motion.
Farmakalogisk underhållsbehandling av hjärtsvikt styrs huvudsakligen utifrån vänsterkammarens ejektionsfraktion.
Vid reducerad ejektionsfraktion (ejektionsfraktion under 40 %) rekommenderas en kombination av betablockerare, aldosteronantagonister, SGLT2-hämmare och antingen ACE-hämmare eller angiotensinreceptorblockerare eller angiotensinreceptorblockerare i kombination med neprilysinhämmare (ARNI).
Vid hjärtsvikt med ejektionsfraktion över 40% bör andra uppkomna hälsoproblem behandlas. Diuretika används för att behandla symtom och kliniska tecken till övervätskning. Patienter med skänkelblock, definierat som en QRS-duration längre än 130 ms, och kvarstående ejektionsfraktion under 35% trots en optimerad farmakologisk behandling kan kvalificera sig för behandling med biventrikulär pacemaker i syfte att synkronisera vänsterkammarens kontraktioner. Ett konstgjort hjärta eller hjärttransplantation kan ibland rekommenderas dem med fortsatt svår sjukdom trots andra åtgärder.

## Rehabilitering
Om patienter med en viss typ av kronisk hjärtsvikt, så kallad systolisk hjärtsvikt, får fysisk träning, så ökar deras livskvalitet och funktionsförmåga samtidigt som behovet av sjukhusvård minskar. Den samlade forskningen visar att de mår klart bättre om de under några månader får rehabilitering med fysisk träning under 30–60 minuter ungefär varannan dag. Vid uppföljning efter ett år har de också färre vårdtillfällen på sjukhus. Enligt en systematisk sammanställning  av forskningen ger den lågintensiva och muskelstärkande träningen effekt på livskvalitet och funktionsförmåga hos personer med så kallad systolisk hjärtsvikt, där hjärtats förmåga att dra ihop sig är försämrad. Överlevnaden verkar dock inte öka, åtminstone inte på kort sikt. Forskningsresultaten omfattar dock få kvinnor och äldre, något som begränsar resultatens allmängiltighet.

## Forskning
En literatursökning utförd av svenska SBU fann år 2019 en översiktsartikel kring monitorering av natriuretiska peptider vid hjärtsvikt i syfte att följa behandlingen. Denna översikt fann att detta inte medförde någon ytterligare nytta för de patienter som behandlats.